# Заикин, Дмитрий Алексеевич
Дмитрий Алексеевич Заикин (29 апреля 1932, с. Екатериновка, Ростовская область — 20 октября 2013) — советский лётчик-истребитель, член первого отряда космонавтов СССР.

## Биография
Родился 29 апреля 1932 года и окончил авиационное училище в 1955 году. Проходил службу в авиационных частях.
25 марта 1960 году был отобран для подготовки к космическому полёту, зачислен в первый отряд советских космонавтов. Проходил подготовку к космическому полёту на кораблях «Восток» и «Восход». После прохождения курса подготовки, 3 апреля 1961, успешно выдержал экзамен. 16 декабря 1961 был зачислен в космонавты.
Был дублёром Павла Беляева, командира корабля «Восход-2». Позже входил в группу космонавтов, которые готовились к полёту на корабле «Восход» в качестве командира дублирующего экипажа, но полёты по этой программе были отменены.
С сентября 1966 проходил подготовку к полёту по программе «Союз 7К-ВИ», но в мае 1968 был отстранён от подготовки по состоянию здоровья.
15 декабря 1968 года получил диплом Военно-воздушной инженерной академии имени Н. Е. Жуковского.
25 октября 1969 года отчислен из отряда космонавтов по медицинским показаниям (у него была обнаружена язва желудка).
После отчисления из отряда космонавтов продолжил работу в Центре подготовки космонавтов.
С 25 октября 1969 года служил ведущим инженером по подготовке космонавтов 1-го отделения 1-го отдела 1-го управления 1-го НИИ ЦПК ВВС.
С 9 июня 1970 года служил заместителем командира отряда слушателей-космонавтов и одновременно (в порядке исключения) инструктором-космонавтом 1-го НИИ ЦПК.
С 30 апреля 1974 года служил заместителем командира отряда слушателей-космонавтов 1-го управления.
С 20 мая 1976 служил ведущим инженером-испытателем 1-го отделения 5 отдела (с 21 июня 1982 года - 3-го отделения 5 отдела), с 1 октября 1986 года - 3-го отделения 15-го отдела 1-го управления 1 НИИ ЦПК. Занимался подготовкой космонавтов к техническим и технологическим экспериментам.
Уволен в запас по возрасту 27 августа 1987 года, исключен из списков части 9 октября 1987 года.
С 27 октября 1987 года работал слесарем по контрольно-измерительным приборам и автоматике 1-го управления ЦПК.
С 30 сентября 1988 года работал инженером-электриком 1-го управления ЦПК. Принимал участие в подготовке космонавтов к проведению научных экспериментов.
Вышел на пенсию в 1996 году. Умер 20 октября 2013 года, похоронен он на кладбище деревни Леониха Щёлковского района Московской области, недалеко от Звёздного городка.